# Demerara-Mahaica
Demerara-Mahaica (Regiunea 4) este o regiune a Guyanei, aflată în nord-estul țării. Aceasta acoperă o suprafață de 2.232 km². Se învecinează cu Oceanul Atlantic la nord, cu regiunea Mahaica-Berbice la est, cu regiunea Upper Demerara-Berbice la sud și cu regiunea Essequibo Islands-West Demerara  la vest.
Aici se află capitala țării, Georgetown, și alte așezări precum Buxton, Enmore, Victoria și Paradise.

## Populație
Guvernul Guyanei a organizat trei recensăminte oficiale începând cu reformele administrative din 1980, în 1980, 1991 și 2002. Chiar dacă această regiune administrativă este cea mai mică, are cea mai mare populație din toate regiunile administrative din Guyana. În 2012, populația din Demerara-Mahaica a fost înregistrată ca fiind de 313.429 de locuitori. Înregistrările oficiale ale recensămintelor  pentru populația din regiunea Demerara-Mahaica sunt următoarele:
- 2012: 313.429
- 2002: 310.320
- 1991: 296.924
- 1980: 317.475